# Cahita linguata
Cahita linguata är en kackerlacksart som beskrevs av Rehn, J. A. G. 1937. Cahita linguata ingår i släktet Cahita och familjen småkackerlackor. Inga underarter finns listade.